# Pentadesma exelliana
Pentadesma exelliana är en tvåhjärtbladig växtart som beskrevs av Pierre Staner. Pentadesma exelliana ingår i släktet Pentadesma och familjen Clusiaceae. Inga underarter finns listade i Catalogue of Life.